# Brevet d'initiation aéronautique
Pour les articles homonymes, voir BIA.
Le Brevet d'initiation aéronautique (BIA), également nommé Brevet d'initiation à l'aéronautique, est un diplôme français correspondant aux bases de culture générale du domaine de l'aéronautique. Il est délivré conjointement par le ministère de la Transition écologique et solidaire, chargé des Transports, et par celui de l'Éducation nationale ainsi que par la Confédération nationale des Fédérations aéronautiques et sportives.
Il a pour équivalent le Brevet d'initiation à la mer, qui est lui consacré aux métiers maritimes.

## Historique
La première édition du Brevet d'initiation aéronautique date de 1968. Il remplace le Brevet élémentaire des sports aériens créé en 1937.
Une  réforme des programmes et du contenu du BIA a été opéré en 2015 en l'orientant davantage vers les métiers de l'aéronautique et la culture aéronautique, avec introduction des questions de sécurité internationale, de géopolitique et d’histoire.
Les 50 ans du BIA ont été fêtés en 2018, en développant une campagne de communication autour de cet anniversaire, marqué notamment par un parrainage avec le spationaute Thomas Pesquet.

## Formation
La formation se déroule généralement dans un établissement scolaire ou dans un aéro-club, pour les élèves du collège, du lycée ou de l'enseignement supérieur. Elle s'étale de septembre à mai, et comporte au moins 40 h de cours. Elle s'effectue sous la responsabilité d'une personne titulaire du certificat d'aptitude à l'enseignement aéronautique (CAEA).
Si la formation est dispensée au sein d'un établissement public, elle est gratuite. Une participation financière peut être prévue par les autres institutions proposant cette formation, notamment les clubs aéronautiques.

## Examen
L'examen, organisé par les académies, se déroule dans la deuxième quinzaine de mai. Il prend la forme d'un questionnaire à choix multiples (QCM) de 100 questions qui portent sur cinq thèmes (20 points par thème). Les cinq thèmes évaluables sont les suivants :
- météorologie et aérologie ;
- aérodynamique, aérostatique et principes du vol ;
- étude des aéronefs et des engins spatiaux ;
- réglementation, navigation, sécurité des vols ;
- histoire et culture de l'aéronautique et du spatial.

Une épreuve facultative, portant sur la nomenclature anglaise utilisée dans le domaine aéronautique, est également proposée.
Il est possible de se présenter à l'examen en tant que « candidat libre », après inscription auprès de l'académie de sa région.
Le BIA est remis au candidat s'il atteint la note d'au moins 50/100, soit la moitié des points.

## Avantages
La possession du BIA est non seulement la preuve d'une bonne culture générale dans le domaine aéronautique et spatial, mais également d'une expérience pratique grâce aux activités pratiquées dans le cadre de la formation. La possession du BIA est un avantage non négligeable sur un CV si on souhaite s’orienter dans le milieu de l’aéronautique et de l’aérospatiale ainsi que dans les secteurs qui y sont liés. 

### Bourses
Des bourses sont prévues en cas d'activité aéronautique dans un club licencié par une des fédérations membres de la CNFAS.

#### Vol moteur avion
Les bourses pour le vol moteur avion sont gérées par la Fédération française aéronautique et correspondent aux montants énoncés ci-dessous.
| Objectif                                                            | Montant de la bourse |
| ------------------------------------------------------------------- | -------------------- |
| Lâché                                                               | 335€                 |
| à l'obtention du Brevet de Base sans BIA                            | 500€                 |
| à l'obtention du Brevet de Base pour un titulaire du BIA) : 500 € ; | 500€                 |
| à l'obtention de l'ABL (Autorisation de Base LAPL) sans BIA         | 335€                 |
| à l'obtention de l'ABL (Autorisation de Base LAPL) avec BIA         | 500€                 |

#### Vol moteurULM
Les bourses pour le vol moteur avion sont gérées par la Fédération Française d'ULM et correspondent aux montants énoncés ci-dessous.
| Objectif                  | Montant de la bourse |
| ------------------------- | -------------------- |
| Formation pilote sans BIA | 400€                 |
| Formation pilote avec BIA | 500€                 |

#### Vol en planeur
Les bourses pour le vol en planeur sont gérées par la Fédération française de vol en planeur et correspondent aux montants énoncés ci-dessous.
| Objectif                                                    | Montant de la bourse |
| ----------------------------------------------------------- | -------------------- |
| Lâché                                                       | 150€                 |
| à l'obtention du BPP (Brevet de Pilote de Planeur) sans BIA | 200€                 |
| à l'obtention du BPP (Brevet de Pilote de Planeur) avec BIA | 300€                 |